# Fairchild Channel F
Fairchild Channel F是仙童摄影器材公司于1976年所推出的一款家用游戏机，发布时初名“Video Entertainment System”，后依广告公司的建议改称“Channel F”，这一名称是“Channel Fun”的缩写，其是第一款使用可编程微处理器和第一款采用可更换ROM卡带作为游戏存储介质的游戏机，它的推出标志着电子游戏机第二世代的开始，在1976年11月首发于北美市场。
在Channel F前发行的第一世代游戏机都采用了如同街机一样将游戏直接内置在游戏机自身当中，而非将游戏存进外部存储介质的做法，这种做法导致它们也只能和街机一样单独游玩一款游戏，而Channel F开创性的采用了ROM卡带作为外部存储介质存储游戏，这意味着首次能有不同的游戏在同一款游戏机上运行，Channel F搭载了仙童半导体当时最新的8位微处理器仙童3850作为中央处理器，带有2KB的VRAM，其理论最大可以向电视输出128 × 64分辨率的画面。除了可更换游戏之外，Channel F也是第一款具有暂停功能的电子游戏机。微处理器和可更换游戏卡带两个特点后来成为第二世代游戏机的普遍特性。
Channel F最初由Alpex计算机公司所开发，这家公司起初的业务是与必能宝公司合作开发电子收银机，但由于不敌市场的激烈竞争，这项合作终止于1973年底，Alpex不得不寻求转型，随即决定进入新兴的电子游戏市场。Channel F的开发由Alpex的两名工程师华莱士·基尔施纳与劳伦斯·哈斯克尔牵头启动于1974年初，最初的原型被称为“Raven”，其是基于英特尔8080进行开发的，并以键盘作为操控方案，在首个原型完成后，Alpex开始寻求合作商共同完成这个项目，他们于1975年找到了仙童公司，仙童公司对其表现出了浓厚兴趣，但要求机器使用来自仙童自家旗下半导体部门的微处理器，并派出工程师杰里·劳森与Alpex合作继续开发Raven，以仙童半导体的仙童F8芯片组取代了原先使用的8080，劳森还为Raven新设计了一个8向操纵杆，用于取代原先复杂的键盘，开发工作于1976年8月完成，仙童随后为其申请了专利。联邦通信委员会对它的电磁兼容性测试则于当年10月顺利通过，这是在北美市场发售所必须的先决条件。
仙童公司于1976年6月的消费电子展上发布了Channel F，但当时开发工作尚未完成，所以展会上的机器只是展示模型，没有任何实质性的功能，仙童当时为它所定的名字是“Video Entertainment System”，并宣称首批机器将于当年11月初发货，机器建议零售价为149.95美元，而游戏卡带售价则为每张19.95美元。1977年4月，仙童授权德国的无线电设备制造商SABA推出Channel F面向德国市场发售的克隆机“SABA Videoplay”。Channel F也于同年开始在日本发售。到1978年初，仙童售出了约250,000台Channel F，并计划于1978年再生产200000台Channel F，不过好景不长，雅达利于1977年9月推出的雅达利2600很快成为了Channel F的最大竞争对手，虽然先于2600发布，但Channel F所提供的游戏大多都是慢节奏的教育和智力游戏，相比之下，2600则提供了很多自街机移植而来的动作游戏，为了应对来自2600的竞争，仙童推出了Channel F重新设计后的改款型号Channel F System II，其于1978年的消费电子展上亮相，拥有新设计的外观和可插拔的操纵杆，但依然没有激起市场的兴趣。仙童最终决定放弃涉足电子游戏领域，并于1979年时将旗下的电子游戏业务出售给Zircon International公司，Zircon由此接管了Channel F。而截止到1979年时，Channel F总销量为350,000台，Channel F共有27款游戏在美国正式发行，其最终于1983年停产。

## 图集

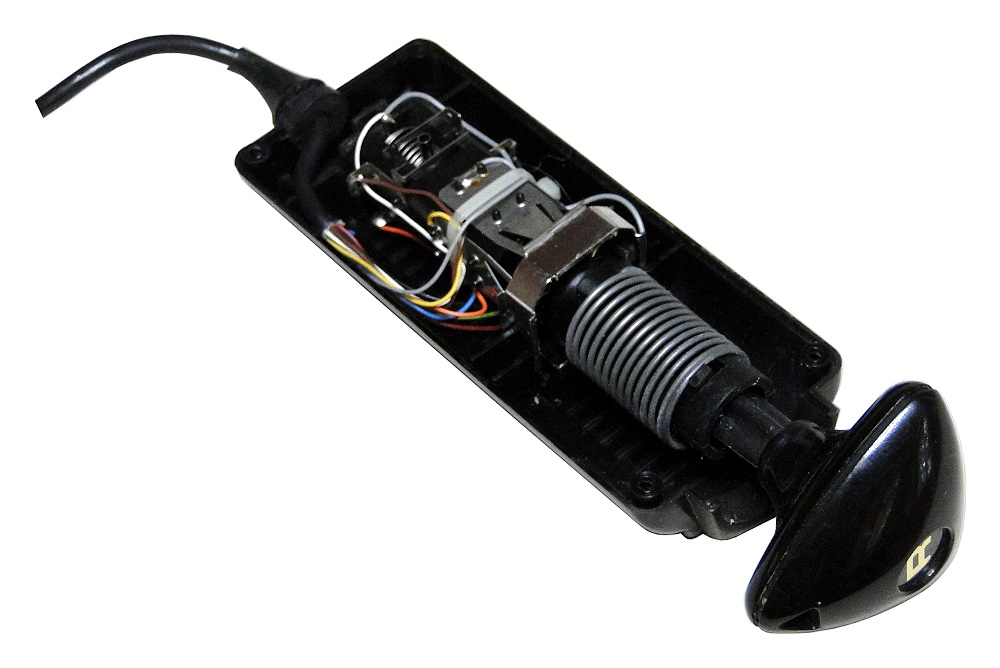
控制器的内部结构
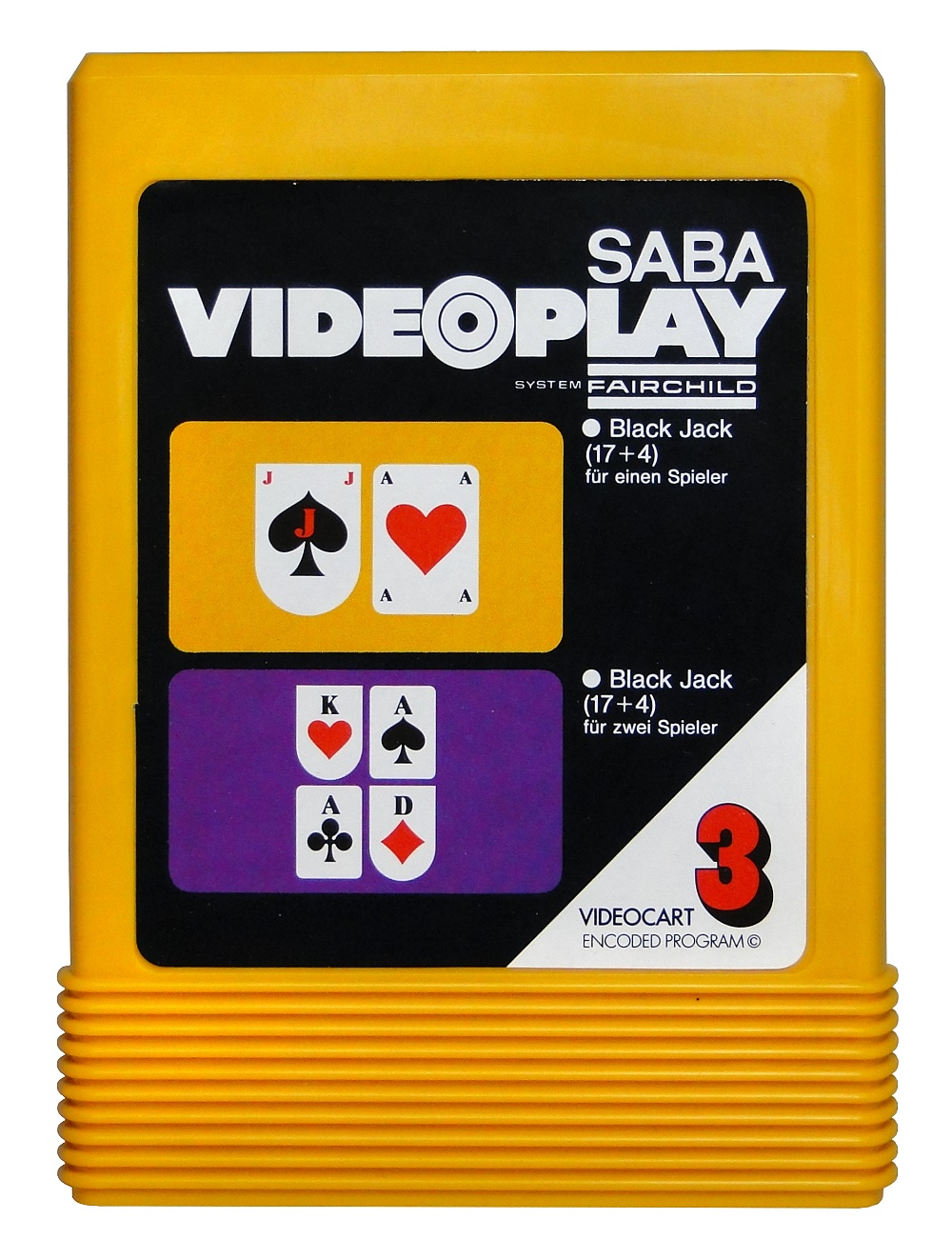
Channel F的卡带
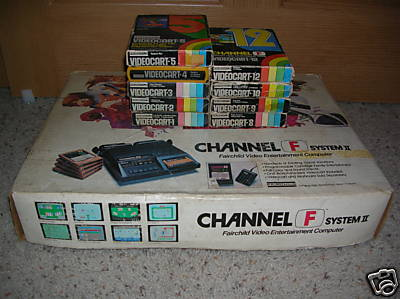
Channel F System II与卡带的外包装
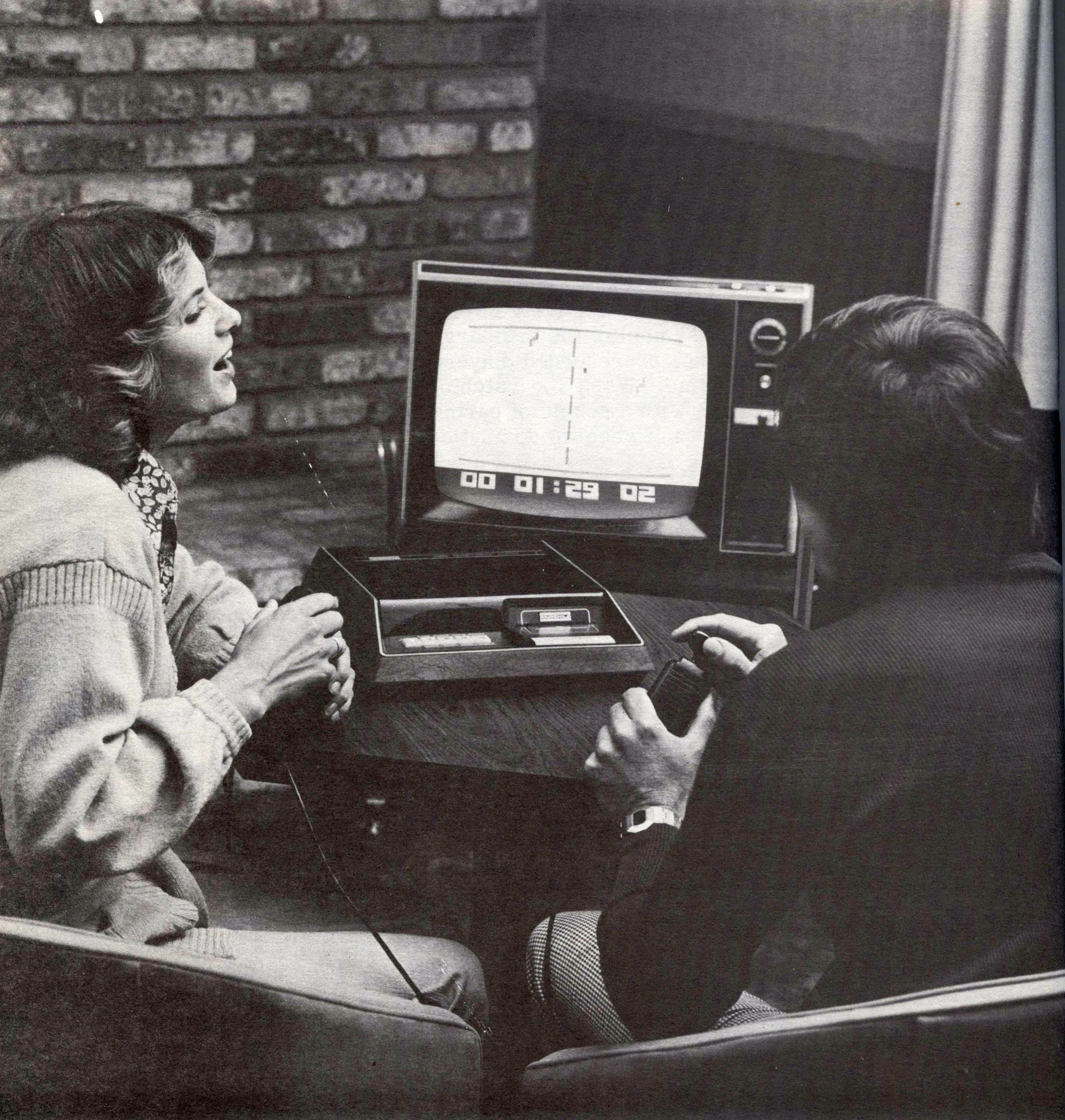
两位正在游玩Channel F的玩家

### 改款与变种机型

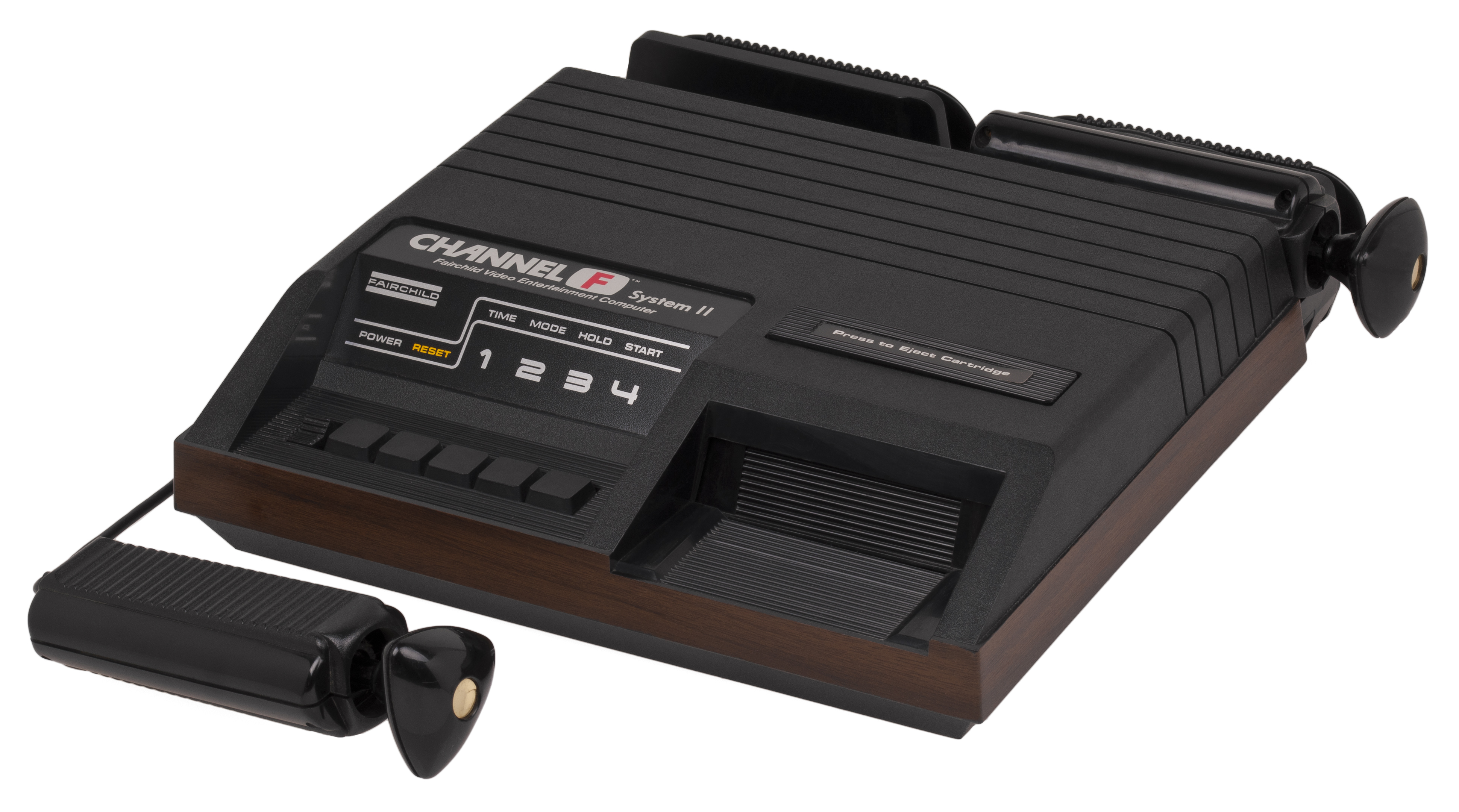
Channel F System II
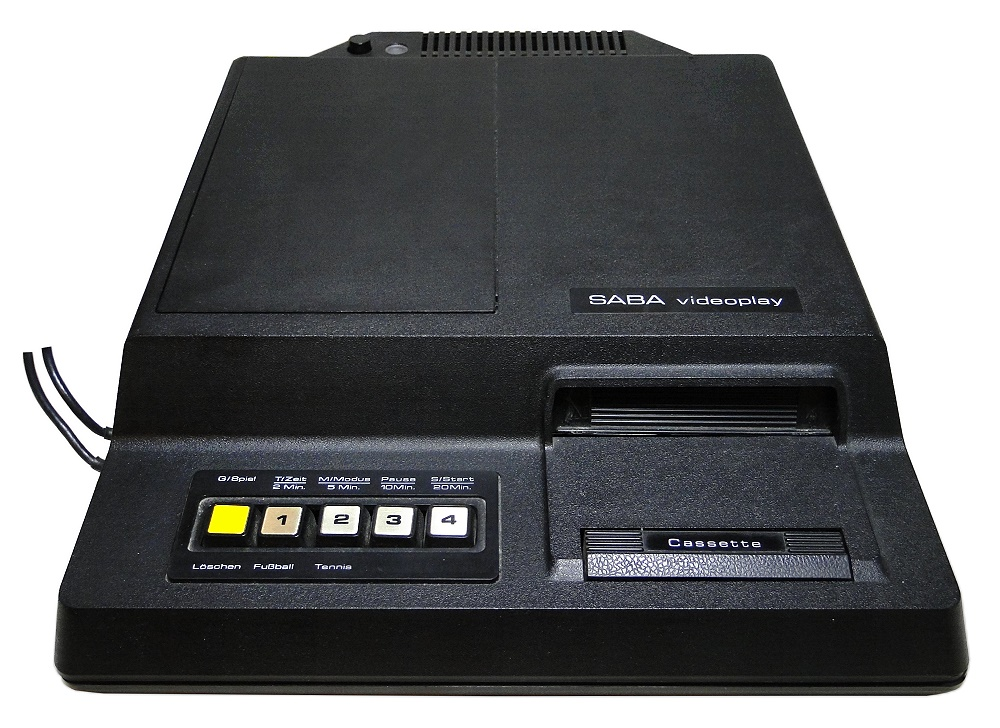
SABA Videoplay
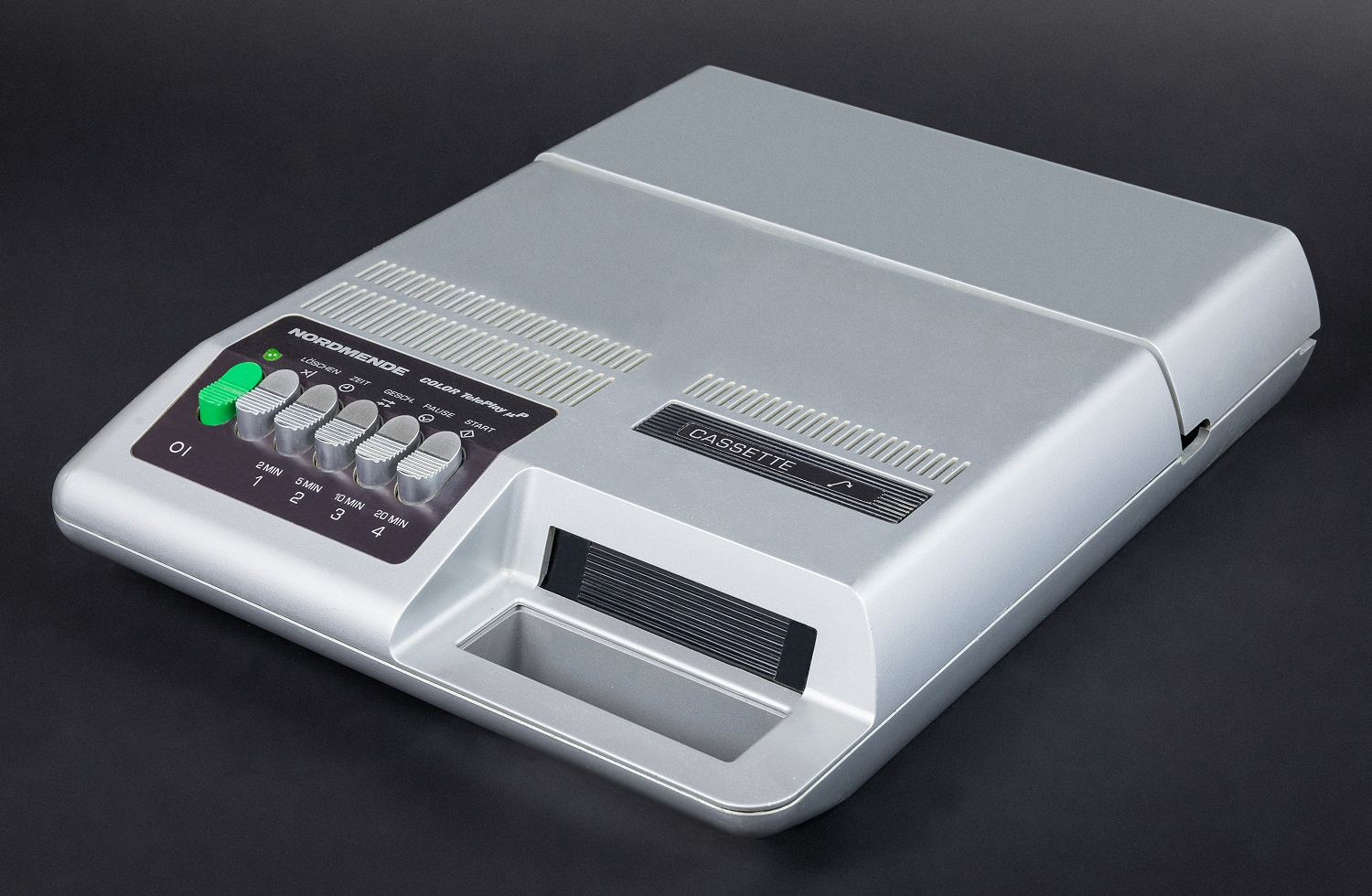
Nordmende Color TelePlay
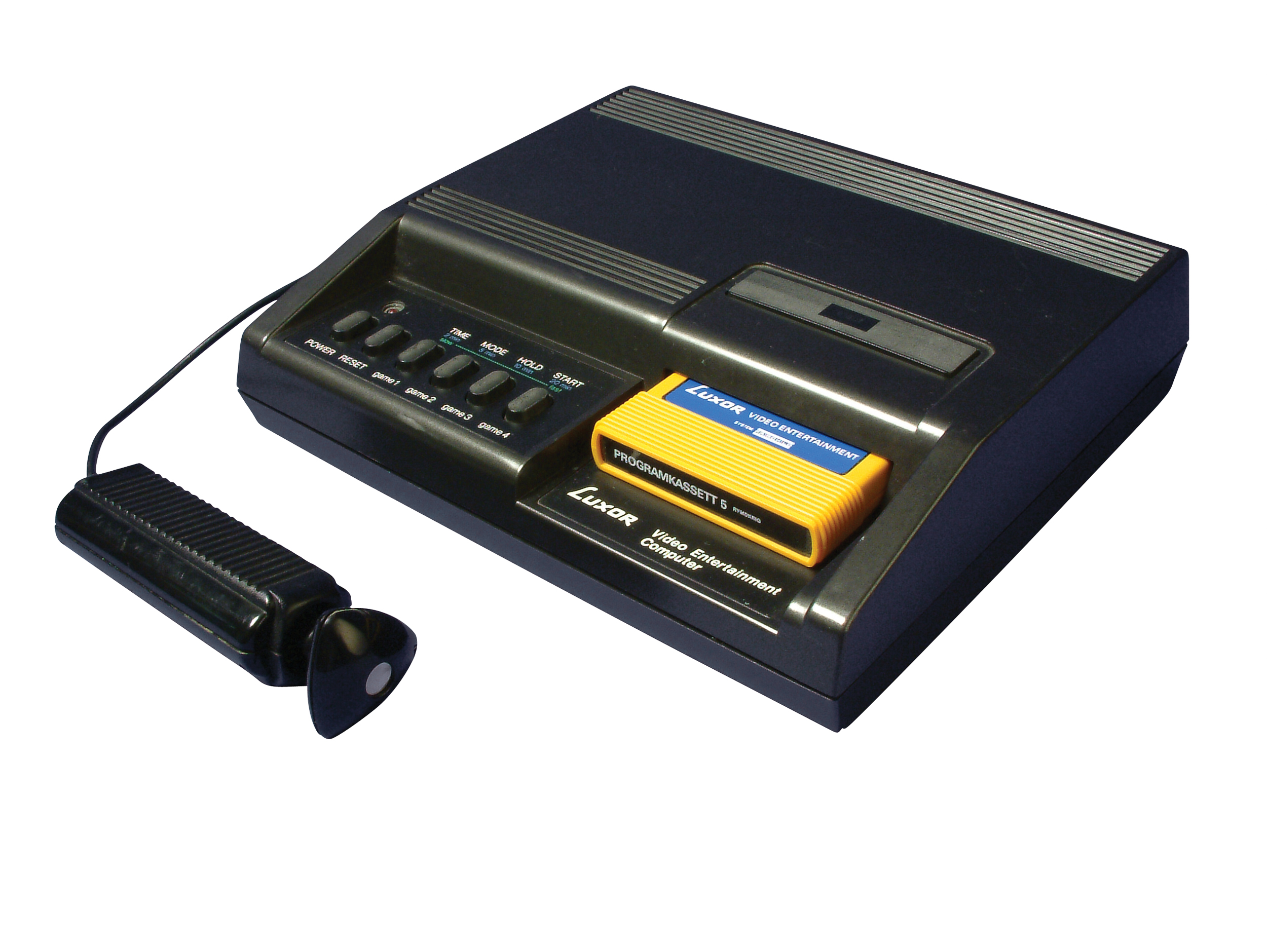
Luxor Video Entertainment Computer
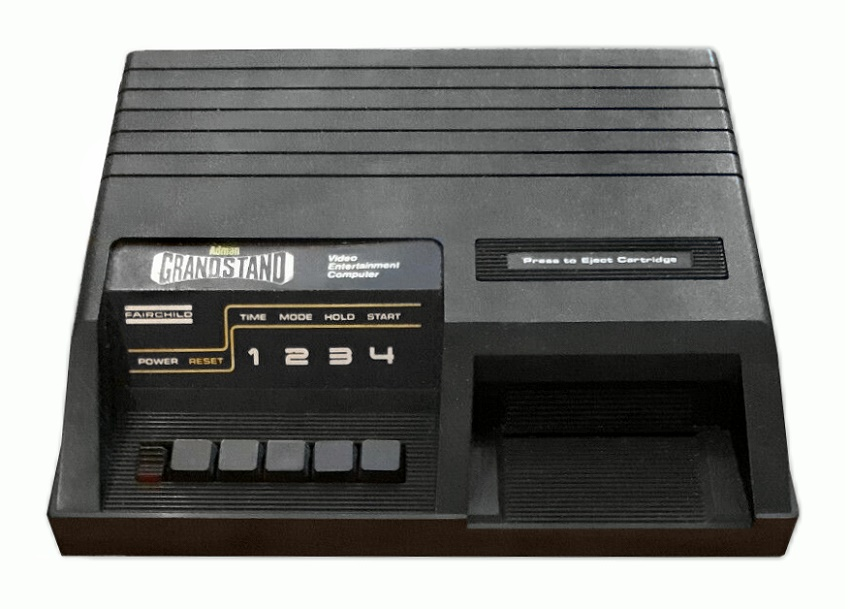
Adman Grandstand Video Entertainment Computer